# Takaki Kanehiro

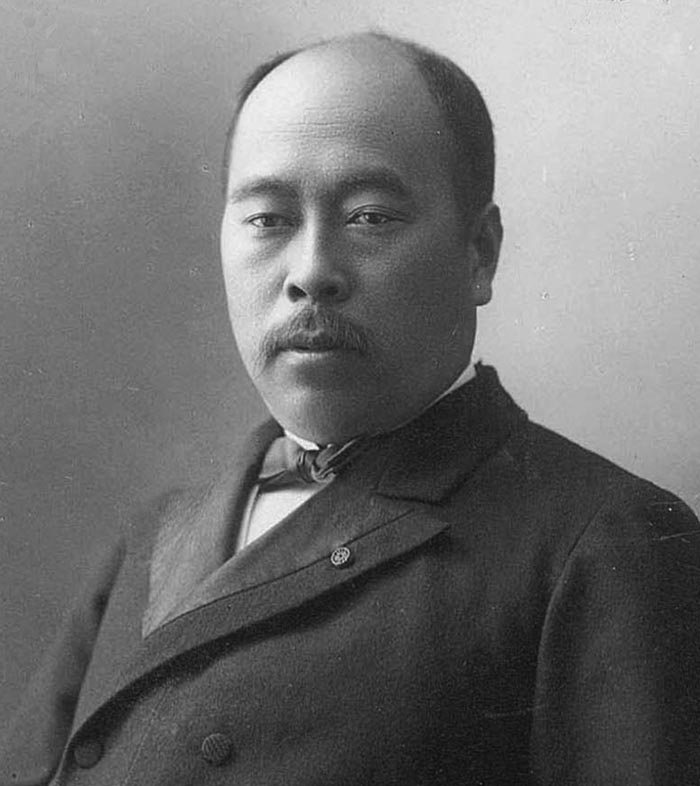
Takaki Kanehiro, 1904

Takaki Kanehiro (japanisch 高木 兼寛; * 30. Oktober 1849 in Mukasa, Landkreis Morokata, Provinz Hyūga (heute: Miyazaki, Präfektur Miyazaki); † 13. April 1920) war ein japanischer Marinearzt, Baron und Begründer mehrerer medizinischer Institutionen in Japan.

## Leben

### Herkunft
Geboren in der Provinz Hyūga als Sohn eines Samurai, studierte Takaki Chinesische Medizin und diente als Arzt im Boshin-Krieg. Er studierte anschließend westliche, britisch geprägte Medizin bei William Willis. Takaki trat 1872 der Kaiserlich Japanischen Marine als Arzt bei. 1875 hospitierte er in Großbritannien am St Thomas’ Hospital in London. 1880 kehrte er nach Japan zurück. Damit stand er im Gegensatz zu den meisten japanischen Medizinern seiner Zeit, welche nach deutschen Unterlagen oder an deutschen Hochschulen studiert hatten.

### Bekämpfung von Beriberi
Zu der Zeit war Beriberi ein ernstes Problem in der japanischen Marine, vor allem bei einfachen japanischen Matrosen, nicht bei europäischen Seeleuten in ähnlicher Position oder den japanischen Offizieren. Takaki war bekannt, dass die Krankheit im Westen nicht verbreitet war und sich vor allem bei einfachen Seeleuten fand, die sich fast ausschließlich von weißem Reis ernährten, der im Gegensatz zu anderen Lebensmitteln umsonst zu erhalten war.

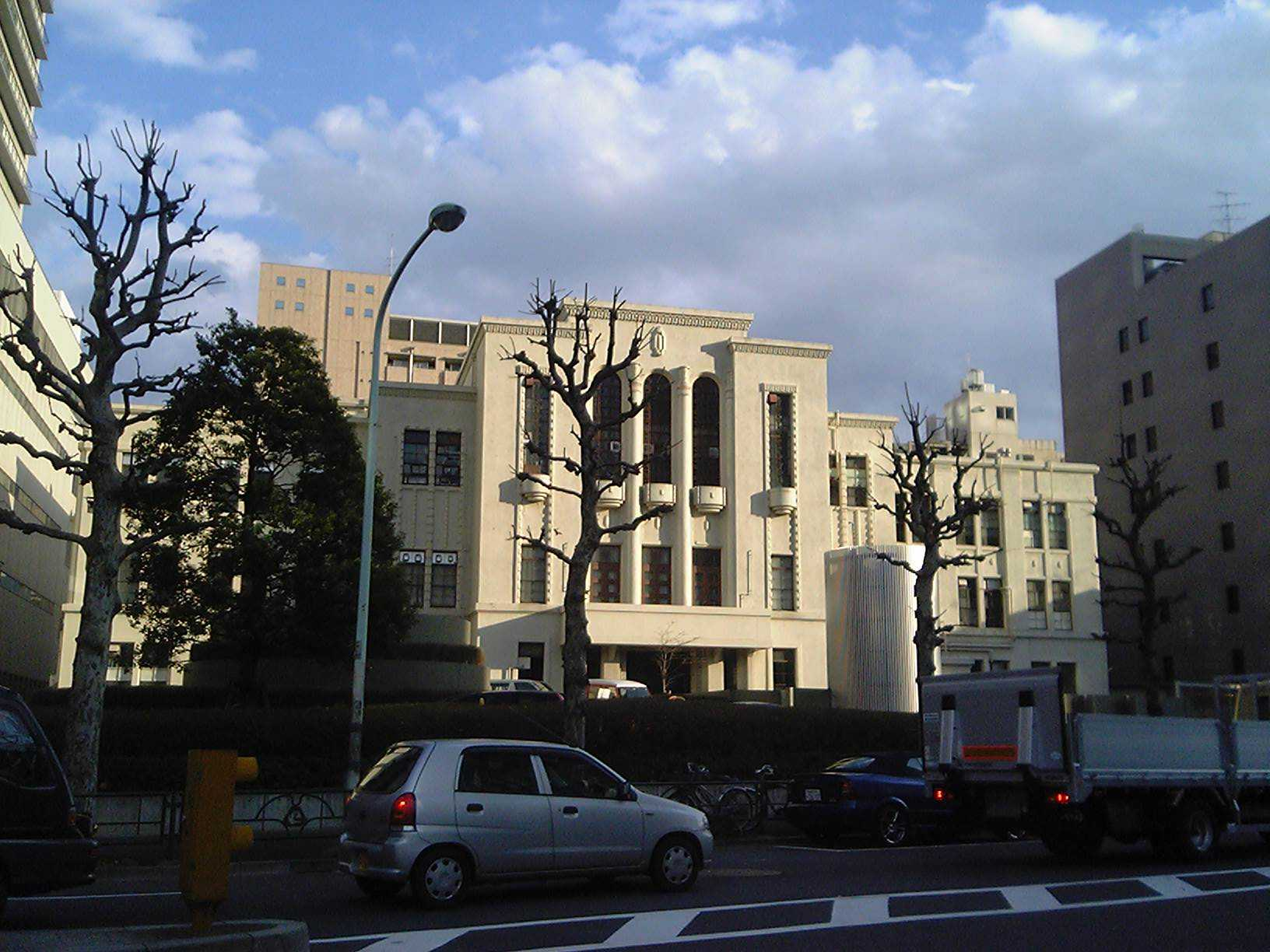
Jikei University School of Medicine, 2007

Takaki schlug 1882 dem Meiji-Tennō im Rahmen einer Petition ein Experiment zu Beriberi vor. Beriberi war damals ein erhebliches Problem auf Schiffen, Takaki vermutete eine Ursache in der Ernährung, womöglich ermutigt durch James Linds Erkenntnisse zum Skorbut. 1884 wurden zwei Kriegsschiffe auf eine vergleichbare, neunmonatige Reise über Neuseeland nach Südamerika und zurück nach Japan geschickt. Auf dem Schiff Tsukuba erhielten die Matrosen eine Mischdiät mit Fleisch, Fisch, Gerste, Reis und Bohnen. Auf dem Panzerschiff Ryūjō wurde nur weißer Reis gereicht. Von den 376 Besatzungsangehörigen der Ryūjō erkrankten 161 an Beriberi, 25 tödlich. Nur 14 Männer der Tsukuba erkrankten und keiner kam zu Tode, die 14 hatten einige der zusätzlichen Nahrungsmittel heimlich verweigert. Takaki vermutete einen Mangel an stickstoffhaltigen Nahrungsmitteln als Ursache, in der japanischen Kriegsmarine wurde darauf das Bordessen entsprechend angepasst und Beriberi dramatisch reduziert.
In der japanischen Armee war allerdings noch die deutsche Schule, vertreten durch Mori Ōgai vorherrschend, welche Beriberi als Infektionskrankheit deutete. Noch im Russisch-Japanischen Krieg 1905 kam es deswegen zu 27.000 Todesopfern durch Beriberi. Im Kampf waren 47.000 Soldaten gefallen.
Die Erkenntnis Takakis kam 10 Jahre vor Deutung von Beriberi durch Christiaan Eijkman als Mangelkrankheit und dessen Entdeckung des Thiamins beziehungsweise Vitamin B1 als fehlendem Bestandteil. Eijkman erhielt dafür 1929 den Nobelpreis für Medizin. 
Takaki war zwischenzeitlich oberster Militärarzt der japanischen Seestreitkräfte. Er gründete 1881 eine Vorgängerin der heutigen Tōkyō Jikei-kai Ika Daigaku (東京慈恵会医科大学, dt. „Medizinischen Mildtätigkeitsvereins-Hochschule Tokio“) in Tokyo als erstem privatem medizinischem Kolleg in Japan und der ersten medizinischen Institution in Japan, die Obduktionen durchführte. Darüber hinaus begründete ein Armenspital in Tokio, das Yūshi Kyōritsu Tōkyō Byōin (有志共立東京病院, dt. „Gemeinschaftliches Freiwilligen-Krankenhaus Tokio“) mit einer Krankenpflegeschule (有志共立東京病院看護婦教育所 yūshi kyōritsu tōkyō byōin kangofu kyōikujo), die die erste Ausbildungsstätte für Krankenpflege Japans war.

## Ehrungen und Auszeichnungen
Er wurde in den japanischen Adelsstand erhoben und spöttisch als „Gerstenbaron“ (麦飯男爵, Mugimeshi danshaku) bezeichnet, da er unter anderem die unbeliebte aber wirksame Zubereitung von Reis und Gerste bei Gemeinschaftsernährung zur Bekämpfung von Beriberi durchgesetzt hatte.
1892 wurde Takaki zum Mitglied des Herrenhauses ernannt.
Er wurde posthum durch die Benennung der Halbinsel Takaki Promontory in der Antarktis geehrt.